# سبورتينغ كانساس سيتي
سبورتينغ كانساس سيتي (بالإنكليزية: Sporting Kansas City) هو نادي كرة قدم أمريكي محترف للرجال يقع في مدينة كانساس. وتقع المكاتب الإدارية للنادي في وسط المدينة، فيما يقع استاد النادي ومرافق التدريب في مجمع شيلجرن الرياضي. يتنافس النادي في القسم الغربي من الدوري الأمريكي لكرة القدم، بعد أن عاد في عام 2015 بعد أن أمضى عشرة مواسم في القسم الشرقي.
بدأ نادي سبورتينغ اللعب في عام 1996 كفريق ممتاز في الدوري، وقد عرف باسم كانساس سيتي ويزاردز. حيث تم تأسيسه من قبل لامار هانت في عام 1995. ومنذ انتقاله إلى المستوى الوطني، أصبح الفريق الوحيد في البطولات الرياضية الاحترافية الكبرى في الولايات المتحدة وكندا الذي يلعب مبارياته على أرضه في كانساس.
رغم تعدد فرق الدوري المحترف إلا ان نادي كانساس سيتي ويزاردز عرف بمستواه المحترف على المستوى الوطني. وقد قام الفريق بتغيير إسمه وعلامته التجارية في نوفمبر 2010، بالتزامن مع انتقاله إلى أستاده الجديد، المعروف الآن باسم ملعب شيلدرن.
فاز فريق سبورتينغ بكأس الدوري الأمريكي لكرة القدم مرتين (2000، 2013)، ودرع الأنصار في عام 2000، وكأس الولايات المتحدة المفتوحة في الأعوام 2004 و2012 و2015 و2017.

لدى النادي أيضًا فريق احتياطي وهو نادي سبورتنغ كانساس سيتي الثاني، الذي بدأ اللعب في بطولة دوري الولايات المتحدة في الدرجة الثانية ومن المقرر أن ينتقل إلى دوري كرة القدم المحترف للرجال في عام 2022.

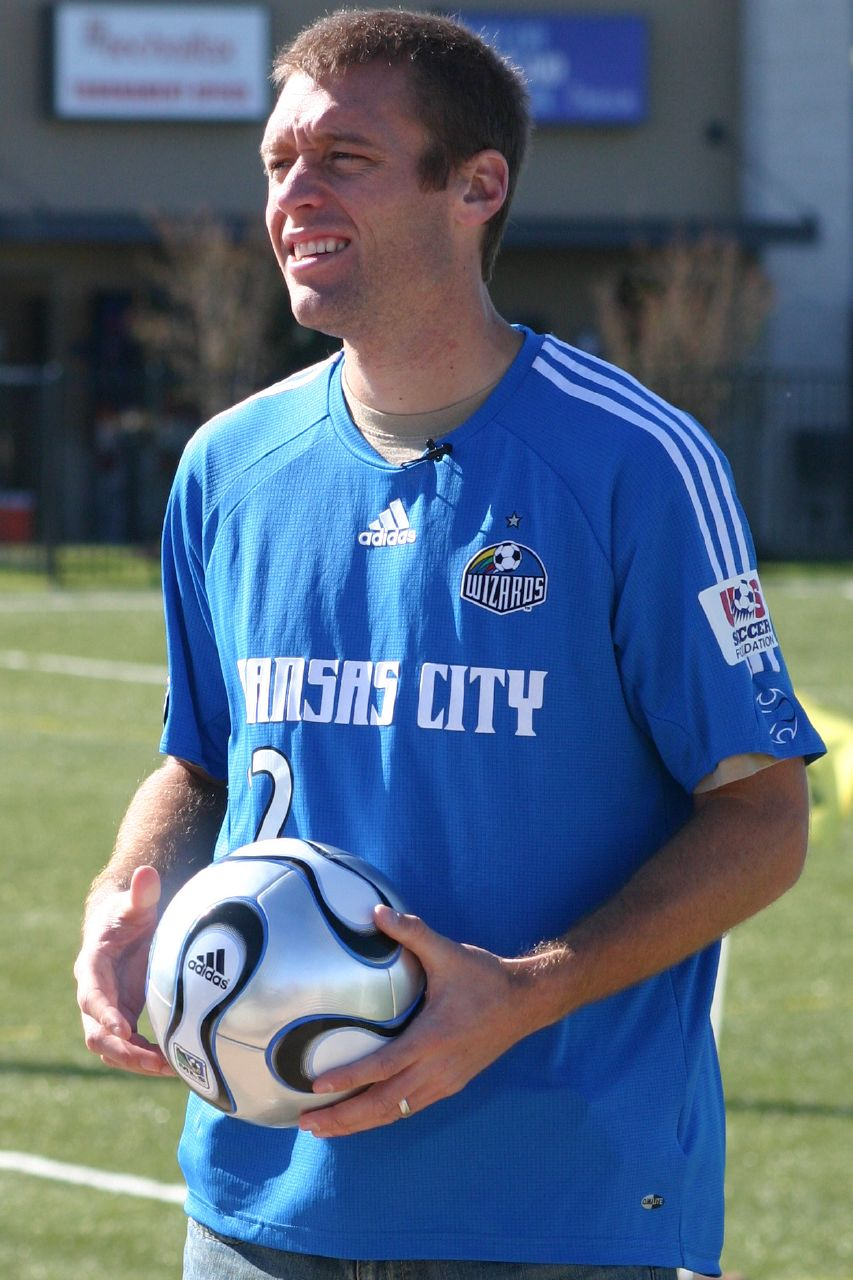
جيمي كونراد: لاعب في نادي سبورتينغ كانساس سيتي من 2003 إلى 2010